# Чемпионат Кыргызстана по самбо 2021
Чемпионат Кыргызстана по самбо 2021 года прошёл в городе Ош 5—7 марта. В соревнованиях приняли участие более 400 спортсменов. Были выявлены сильнейшие в 21 весовой категории.

## Медалисты

### Мужчины
| Весовая категория | Золото                | Серебро               | Бронза                                    |
| ----------------- | --------------------- | --------------------- | ----------------------------------------- |
| до 58 кг          | Доолот Садыркулов     | Азат Аманбеков        | Искак Тажибаев Нурислам Асаналиев         |
| до 64 кг          | Фархад Абжалиев       | Максатбек Уулу Медер  | Сагынбай Уулу Баяман Байгазы Султангазиев |
| до 71 кг          | Нурсултан Уланов      | Элеман Касымбаев      | Бексултан Султанов Алай Сартов            |
| до 79 кг          | Айдос Алиев           | Абдувахап Абдуллаев   | Дастанбек Жоробеков Эрлан Кадыров         |
| до 88 кг          | Асылбек Уулу Жамалбек | Жумали Уулу Амантур   | Кутман Кайыпбеков Азиз Уулу Али           |
| до 98 кг          | Айбек Акимов          | Турарбек Жолдошказиев | Нурсултан Кубанычбеков Егор Барков        |
| свыше 98 кг       | Сыймык Жапаров        | Орозбек Алмазбеков    | Эламан Абдикеримов Талантбек Уулу Эрлан   |

### Женщины
| Весовая категория | Золото                | Серебро                  | Бронза                                 |
| ----------------- | --------------------- | ------------------------ | -------------------------------------- |
| до 50 кг          | Алмагул Токтобаева    | Айжан Айтпозова          |                                        |
| до 54 кг          | Самара Абдумалик Кызы | Канышай Аманкулова       | Айжамал Адиева                         |
| до 59 кг          | Аида Асанбекова       | Элзада Момунжанова       | Айгерим Нурлан Кызы Айгиза Дастан Кызы |
| до 65 кг          | Фарида Пупова         | Бубусара Абдилманап Кызы | Нурзада Мыктыбек Кызы Тахмина Маликова |
| до 72 кг          | Динара Камчыбекова    | Мираида Медетбек Кызы    |                                        |
| до 80 кг          | Айнур Айтматова       |                          |                                        |
| свыше 80 кг       | Элла Мусаева          | Тахмина Жаныбекова       | Нуржан Рахматилла Кызы                 |

### Боевое самбо
| Весовая категория | Золото                  | Серебро                | Бронза                                    |
| ----------------- | ----------------------- | ---------------------- | ----------------------------------------- |
| до 58 кг          | Молдояр Ураимов         | Илгиз Токтобаев        | Даниел Асеков Алмазбек Уулу Мейманбай     |
| до 64 кг          | Жаныбек Уулу Сыймык     | Расул Уулу Абдыганы    | Ырыскелди Дуйшеев Эрнис Капаров           |
| до 71 кг          | Асылбек Уулу Канторо    | Алайбек Умотов         | Азат Аттокуров Замирбек Уулу Курманбек    |
| до 79 кг          | Дайырбек Карыяев        | Бектур Идирисов        | Кымбатбек Керимбеков Адал Уулу Бекмамат   |
| до 88 кг          | Эламан Генжебаев        | Нурисбек Бекбердиев    | Кубатбек Орозбеков Алимбай Уулу Бурканбек |
| до 98 кг          | Абдыкаар Уулу Мукамбет  | Уран Сатыбалдыев       | Максатбек Пирматов Азиреткул Туйчиев      |
| свыше 98 кг       | Кадырбек Уулу Бедиярбек | Нурмамат Уулу Медербек | Таласбек Нуралиев Арамат Таиров           |